# 45. Internationale Sechstagefahrt
Die 45. Internationale Sechstagefahrt war ein Motorrad-Geländesportwettbewerb, der vom 5. bis 10. Oktober 1970 im spanischen El Escorial und in der Sierra de Guadarrama stattfand. Die Nationalmannschaften der ČSSR konnten zum achten Mal die Trophy-Wertung sowie zum elften Mal die Silbervasenwertung gewinnen.

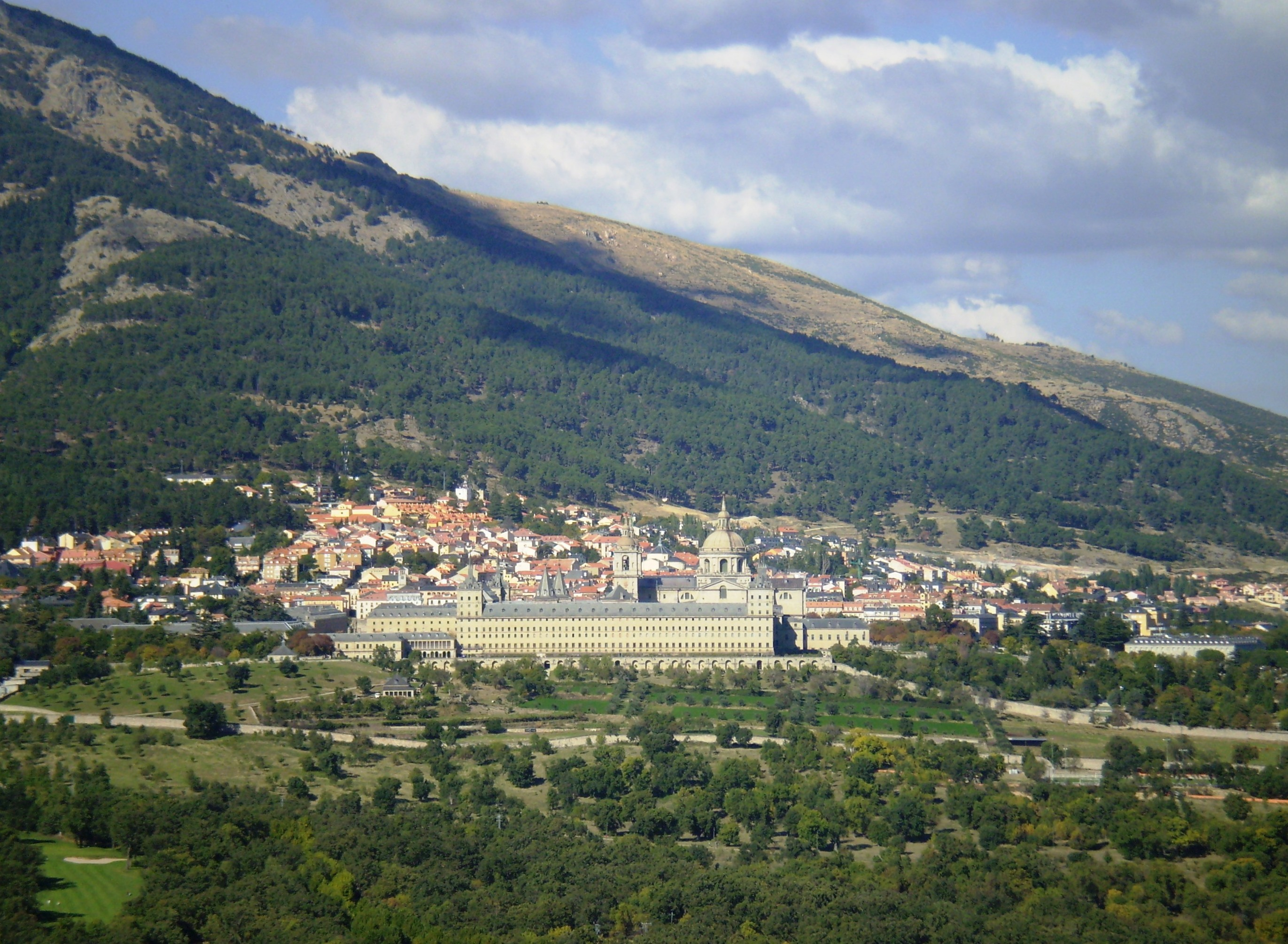
San Lorenzo de El Escorial, Start- und Zielort der einzelnen Etappen

## Wettkampf

### Organisation
Die Internationale Sechstagefahrt fand zum ersten Mal in Spanien statt. Ausrichter der Veranstaltung war die Real Federación Motoclista Española (RFME).
Für den Wettkampf waren 348 Fahrer von 16 Motorsportverbänden der FIM gemeldet. Um die Trophy-Wertung fuhren Mannschaften aus zwölf Nationen. Zudem waren 20 Silbervasen-, 36 Fabrik- und 30 Club-Mannschaften am Start.
BRD und DDR nahmen an der World Trophy sowie mit jeweils zwei Silbervasenmannschaften teil. Zudem nahmen zwölf bundesdeutsche sowie eine DDR-Clubmannschaft teil. Für Österreich und die Schweiz waren zwei bzw. drei Einzelfahrer am Start.
Eine bedeutende Regeländerung betraf den Wettbewerb um die World Trophy: Die Fahrer und die Motorräder mussten bis dahin aus derselben Nation kommen. Als Folge des Niedergangs der Motorradherstellung in den 1950er und 1960er Jahren wurde die Regelung hinsichtlich der Motorräder aufgehoben.
Am Ende einer jeden Etappe an den ersten fünf Fahrtagen waren jeweils zwei gleichbleibende Sonderprüfungen zu absolvieren. Dies waren eine Beschleunigungsprüfung über 200 m mit Lautstärkenmessung sowie eine Geländeprüfung. Letztere war vom Veranstalter noch vor Beginn des ersten Fahrtages von 6 auf 4,8 km eingekürzt worden. Sie führte über einen Bergkamm und enthielt Motocross-, Enduro- und Trail-Anteile.

### 1. Tag
Von den 348 gemeldeten Fahrern nahmen 322 den Wettkampf auf. Die Strecke des ersten Tages führte über 242,9 km, enthielt elf Zeitkontrollen sowie die oben genannten Sonderprüfungen. Das Wetter war für die Region spätsommerlich und niederschlagsfrei. Da seit Juli kein Regen mehr niedergegangen war, war der Streckenuntergrund weitgehend ausgetrocknet, was bis zum dritten Fahrtag zu starken Sichtbeeinträchtigungen durch aufgewirbelten Steinstaub führte.
In der World Trophy führte die Mannschaft der ČSSR, vor der Mannschaft der BRD und der Mannschaft der DDR.
Bei der Silbervasenwertung führte die A-Mannschaft vor der der B-Mannschaft der ČSSR und der A-Mannschaft der DDR. Die B-Mannschaft der BRD folgte auf Platz 4, die B-Mannschaft der DDR belegte den 6. Platz.
83 Fahrer schieden aus dem Wettbewerb aus.

### 2. Tag
Es war eine Strecke von 281,9 km zu bewältigen. Enthalten waren u. a. elf Zeitkontrollen sowie die erwähnten Sonderprüfungen. Das Wetter war unverändert niederschlagsfrei.
In der World Trophy führte weiter die Mannschaft der ČSSR, vor der Mannschaft der BRD und der Mannschaft der DDR.
Bei der Silbervasenwertung führte weiter die A-Mannschaft vor der der B-Mannschaft der ČSSR und der A-Mannschaft der DDR. Die B-Mannschaft der BRD belegte weiter den 4. Platz, die B-Mannschaft der DDR rutschte auf Platz 8 ab.
24 Fahrer schieden aus dem Wettbewerb aus.

### 3. Tag
Die Strecke des dritten Tages war identisch der vom Vortag, mit einer geringen Verkürzung auf 277,3 km und musste in entgegengesetzter Richtung durchfahren werden. Es waren 13 Zeitkontrollen aufgebaut und die zwei Sonderprüfungen am Ende der Strecke zu absolvieren. Das Wetter war morgens bedeckt, es folgte Regen und Hagel sowie ein deutlicher Temperatursturz.
In der World Trophy führte die Mannschaft der ČSSR, vor der Mannschaft der BRD und der schwedischen Mannschaft. Die Mannschaft der DDR belegte den 7. Platz.
Bei der Silbervasenwertung führte nach wie vor die A-Mannschaft vor der der B-Mannschaft der ČSSR und der A-Mannschaft der DDR. Die B-Mannschaft der BRD rutschte auf den 6. Platz ab, die B-Mannschaft der DDR belegte weiter den 8. Platz.
Zwölf Fahrer schieden aus dem Wettbewerb aus.

### 4. Tag
Die 254,4 km lange Strecke des Tages führte in die Berge der Sierra de Guadarrama, wobei der höchste Punkt auf 2205 msnm lag. Das Wetter war regnerisch und kühl, in großen Höhen fiel der Niederschlag als Schnee.
In der World Trophy führte die Mannschaft der ČSSR, vor der Mannschaft der BRD und der schwedischen Mannschaft. Die Mannschaft der DDR belegte nach wie vor Platz 7.
Bei der Silbervasenwertung führte nach wie vor die A-Mannschaft vor der der B-Mannschaft der ČSSR und der A-Mannschaft der DDR. Die B-Mannschaft der BRD belegte unverändert den 6., die B-Mannschaft der DDR den 8. Platz.
Neun Fahrer schieden aus dem Wettbewerb aus.

### 5. Tag
Am fünften Fahrtag waren 247,9 km Strecke in der Gegenrichtung des Vortags sowie die zwei Sonderprüfungen am Schluss zu absolvieren. Das Wetter war weiter kühl und verregnet, auch Hagel fiel. Stellenweise erschwerte Nebel mit Sichtweiten unter 50 m die Sicht.
In der World Trophy führte unverändert die Mannschaft der ČSSR, vor der Mannschaft der BRD und der schwedischen Mannschaft. Die Mannschaft der DDR lag auf dem 9. Platz.
Bei der Silbervasenwertung führte ebenso unverändert die A-Mannschaft der ČSSR vor der der A-Mannschaft der DDR und der B-Mannschaft der ČSSR. Die B-Mannschaft der BRD belegte unverändert den 6. Platz, die B-Mannschaft der DDR verbesserte sich auf den 7. Platz.
Sechs Fahrer schieden aus dem Wettbewerb aus.

### 6. Tag
Die letzte Etappe führte über 122,1 km. Das Abschlussrennen fand auf dem 3,4 km Rundkurs des Circuito del Jarama nahe Madrid statt.
Zwei Fahrer schieden aus dem Wettbewerb aus. Von 322 am ersten Tag gestarteten Fahrern erreichten 186 das Ziel.

## Endergebnisse

### Trophy
| Platz | Team                            | Strafpunkte | Schätzungs-Ziffer |
| ----- | ------------------------------- | ----------- | ----------------- |
| 1.    | Tschechoslowakei                | 0           | 3,5               |
| 2.    | BR Deutschland                  | 0           | 50,6              |
| 3.    | Schweden                        | 0           | 899,6             |
| 4.    | Italien                         | 0           | 2784,5            |
| 5.    | Polen                           | 16          | 2673,5            |
| 6.    | Vereinigtes Königreich          | 21          | 810,4             |
| 7.    | Spanien                         | 924         | -                 |
| 8.    | Vereinigte Staaten              | 972         | -                 |
| 9.    | Niederlande                     | 1162        | -                 |
| 10.   | Finnland                        | 1221        | -                 |
| 11.   | Deutsche Demokratische Republik | 1300        | -                 |
| 12.   | Kanada                          | 2509        | -                 |

### Silbervase
| Platz | Team                                           | Strafpunkte | Schätzungs-Ziffer |
| ----- | ---------------------------------------------- | ----------- | ----------------- |
| 1.    | Tschechoslowakei (A-Mannschaft)                | 0           | 198,9             |
| 2.    | Deutsche Demokratische Republik (A-Mannschaft) | 0           | 329,4             |
| 3.    | Tschechoslowakei (B-Mannschaft)                | 0           | 479,5             |
| 4.    | Schweden (B-Mannschaft)                        | 38          | 2488,0            |
| 5.    | Vereinigte Staaten (A-Mannschaft)              | 65          | 2414,4            |
| 6.    | BR Deutschland (B-Mannschaft)                  | 400         | -                 |
| 7.    | Deutsche Demokratische Republik (B-Mannschaft) | 509         | -                 |
| 8.    | Finnland                                       | 531         | -                 |
| 9.    | Belgien                                        | 536         | -                 |
| 10.   | Spanien (A-Mannschaft)                         | 565         | -                 |
| 11.   | BR Deutschland (A-Mannschaft)                  | 605         | -                 |
| 12.   | Italien (B-Mannschaft)                         | 620         | -                 |
| 13.   | Schweden (A-Mannschaft)                        | 622         | -                 |
| 14.   | Italien (A-Mannschaft)                         | 700         | -                 |
| 15.   | Spanien (B-Mannschaft)                         | 978         | -                 |
| 16.   | Vereinigtes Königreich (A-Mannschaft)          | 984         | -                 |
| 17.   | Vereinigtes Königreich (B-Mannschaft)          | 1152        | -                 |
| 18.   | Vereinigte Staaten (B-Mannschaft)              | 1428        | -                 |
| 19.   | Kanada                                         | 1490        | -                 |
| 20.   | Niederlande                                    | 1600        | -                 |

### Club-Mannschaften
| Platz | Team                        | Strafpunkte | Schätzungs-Ziffer |
| ----- | --------------------------- | ----------- | ----------------- |
| 1.    | SMK                         | 1           | 1899,6            |
| 2.    | ADMV                        | 18          | 1675,2            |
| 3.    | ADAC Gau Nordrhein          | 35          | 3034,7            |
| 4.    | Holland Oost                | 82          | 2877,0            |
| 5.    | ADAC Gau Nordbayern         | 192         | 2788,6            |
| 6.    | Holland West                | 281         | -                 |
| 7.    | ADAC Gau Schleswig-Holstein | 435         | -                 |
| 8.    | Checkers West               | 603         | -                 |
| 9.    | ADAC Gau Hansa              | 633         | -                 |
| 10.   | Costa Volpino               | 644         | -                 |
| 11.   | Prospectors                 | 706         | -                 |
| 12.   | ACA Midwest                 | 736         | -                 |
| 13.   | ADAC Gau Württemberg        | 794         | -                 |
| 14.   | DMV Landesgruppe Hessen I   | 819         | -                 |
| 15.   | Lonessa d’Italia            | 960         | -                 |
| 16.   | Checkers North              | 988         | -                 |
| 17.   | ACA East                    | 1025        | -                 |
| 18.   | ADAC Gau Hessen             | 1036        | -                 |
| 19.   | ADAC Gau Südbayern          | 1078        | -                 |
| 20.   | ADAC Gau Pfalz              | 1200        | -                 |
| 21.   | ADAC Gau Nordbaden          | 1224        | -                 |
| 22.   | ADAC Gau Niedersachsen      | 1312        | -                 |
| 23.   | Metropolitan Police         | 1388        | -                 |
| 24.   | DMV Landesgruppe Hessen II  | 1436        | -                 |
| 25.   | ACA West                    | 1661        | -                 |
| 26.   | ACA South                   | 1669        | -                 |
| 27.   | ACA Northern                | 1739        | -                 |
| 28.   | Guardia Civil Trafico       | 1800        | -                 |
| 29.   | Scottish ACU A              | 1800        | -                 |
| 30.   | Scottish ACU B              | 1800        | -                 |

### Fabrik-Mannschaften
| Platz | Team          | Strafpunkte | Schätzungs-Ziffer |
| ----- | ------------- | ----------- | ----------------- |
| 1.    | Zündapp I     | 0           | 0,0               |
| 2.    | Jawa II       | 0           | 0,4               |
| 3.    | Jawa I        | 0           | 3,1               |
| 4.    | Zündapp II    | 0           | 50,6              |
| 5.    | Jawa III      | 0           | 171,3             |
| 6.    | Husqvarna II  | 0           | 271,7             |
| 7.    | Simson        | 0           | 280,0             |
| 8.    | Zündapp III   | 0           | 296,2             |
| 9.    | Jawa IV       | 0           | 381,6             |
| 10.   | Husqvarna I   | 0           | 628,2             |
| 11.   | MZ III        | 0           | 654,1             |
| 12.   | KTM           | 0           | 1016,3            |
| 13.   | Husqvarna III | 0           | 1093,7            |
| 14.   | Monark I      | 0           | 1097,5            |
| 15.   | Morini II     | 0           | 1105,0            |
| 16.   | Morini IV     | 0           | 1509,4            |
| 17.   | Morini I      | 0           | 1581,7            |
| 18.   | Ossa          | 9           | 1798,7            |
| 19.   | Monark III    | 21          | 2423,9            |
| 20.   | BMW           | 42          | 768,8             |
| 21.   | Bultaco III   | 86          | 3612,4            |
| 22.   | Morini V      | 222         | -                 |
| 23.   | MZ II         | 300         | -                 |
| 24.   | Maico         | 400         | -                 |
| 25.   | Bultaco II    | 422         | -                 |
| 26.   | Bultaco I     | 500         | -                 |
| 27.   | Puch I        | 524         | -                 |
| 28.   | Bultaco USA   | 580         | -                 |
| 29.   | Kawasaki      | 709         | -                 |
| 30.   | Monark II     | 903         | -                 |
| 31.   | MZ I          | 1000        | -                 |
| 32.   | Morini III    | 1100        | -                 |
| 33.   | Suzuki        | 1301        | -                 |
| 34.   | Puch II       | 1610        | -                 |
| 35.   | Yamaha        | 1800        | -                 |

### Einzelwertung
| Klasse   | Starter | Gold | Silber | Bronze | Ausfall/Disqualifikation | Ausfall/Disqualifikation | Ausfall/Disqualifikation | Ausfall/Disqualifikation | Ausfall/Disqualifikation | Ausfall/Disqualifikation | Ausfall/Disqualifikation | Klassensieger (Motorrad)     | Strafpunkte | Klassifizierungs-Punkte |
| Klasse   | Starter | Gold | Silber | Bronze | 1. Tag                   | 2. Tag                   | 3. Tag                   | 4. Tag                   | 5. Tag                   | 6. Tag                   | Gesamt                   | Klassensieger (Motorrad)     | Strafpunkte | Klassifizierungs-Punkte |
| -------- | ------- | ---- | ------ | ------ | ------------------------ | ------------------------ | ------------------------ | ------------------------ | ------------------------ | ------------------------ | ------------------------ | ---------------------------- | ----------- | ----------------------- |
| 50 cm³   | 9       | 3    | 0      | 2      | 3                        | 1                        | 0                        | 0                        | 0                        | 0                        | 4                        | Heinz Brinkmann (Zündapp)    | 0           | 3268,0                  |
| 75 cm³   | 9       | 6    | 2      | 1      | 0                        | 0                        | 0                        | 0                        | 0                        | 0                        | 0                        | Andreas Brandl (Zündapp)     | 0           | 3230,3                  |
| 100 cm³  | 20      | 6    | 2      | 1      | 7                        | 2                        | 0                        | 1                        | 0                        | 1                        | 11                       | Lorenz Specht (Zündapp)      | 0           | 3146,3                  |
| 125 cm³  | 70      | 13   | 21     | 9      | 19                       | 2                        | 2                        | 2                        | 2                        | 0                        | 27                       | Rolf Witthöft (Zündapp)      | 0           | 2852,3                  |
| 175 cm³  | 36      | 13   | 7      | 2      | 5                        | 5                        | 1                        | 1                        | 1                        | 1                        | 14                       | Petr Čemus (Jawa)            | 0           | 2812,3                  |
| 250 cm³  | 102     | 17   | 19     | 12     | 33                       | 10                       | 6                        | 3                        | 2                        | 0                        | 54                       | František Mrázek (Jawa)      | 0           | 2707,1                  |
| 350 cm³  | 19      | 7    | 3      | 3      | 2                        | 2                        | 2                        | 0                        | 0                        | 0                        | 6                        | Květoslav Mašita (Jawa)      | 0           | 2717,8                  |
| 500 cm³  | 45      | 18   | 2      | 9      | 10                       | 2                        | 1                        | 2                        | 1                        | 0                        | 16                       | Jaroslav Bříza (Jawa)        | 0           | 2743,3                  |
| 1300 cm³ | 12      | 3    | 5      | 0      | 4                        | 0                        | 0                        | 0                        | 0                        | 0                        | 4                        | James A. Sandiford (Triumph) | 0           | 3067,4                  |
| Gesamt   | 322     | 86   | 61     | 39     | 83                       | 24                       | 12                       | 9                        | 6                        | 2                        | 136                      |                              |             |                         |

## Trivia

### Ausfallursache der DDR-Mannschaften
Die Nationalmannschaft der DDR gewann im Vorjahr die World Trophy und war in gleicher Besetzung 1970 am Start. Die Mannschaft fiel jedoch im Wettbewerb wegen Technikproblemen aussichtslos zurück und belegte in der abschließenden Wertung den elften und damit vorletzten Platz. Am dritten Fahrtag schied Peter Uhlig mit Ursache gebrochener Kolbenringe aus. Am vierten Tag schieden die Fahrer Werner Salevsky, Klaus Halser sowie Fred Willamowski aus. Deren MZ-Maschinen starteten weder innerhalb der vorgegebenen Zeit von einer Minute noch durch Anschieben. Auch Reparaturversuche innerhalb einer Stunde brachten keinen Erfolg, womit diese zum Aufgeben gezwungen waren.
Da die Maschinen bereits an den Vortagen schwer in Gang kamen und kaum Gas annahmen – gleichwohl liefen die Motoren wenn sie warm waren problemlos –, wurde zuerst vermutet, dass sich das Zweitaktgemisch entmischt hatte. Daher wurden die MZ-Maschinen vor dem Start am zweiten Tag „geschüttelt“, was jedoch keine Besserung brachte. Die nächste Vermutung bezog sich auf eine Beimischung zum Kraftstoff, die Notlaufeigenschaften sichert und verhindern soll, dass die Motoren aufgrund der Höhenunterschiede festgehen. Aber auch mit einem Kraftstoffwechsel trat keine Besserung ein.
Die Ursache wurde schließlich in einem durch große Temperaturunterschiede verformten Gleitstück aus Polyamid am Unterbrecherhebel der Zündanlage gefunden. Der Unterbrecher gab dadurch die Bewegung nicht mit Kurbelwellendrehzahl weiter, was falsche Zündzeitpunkte zur Folge hatte. Dies konnte jedoch erst nach Ausscheiden der o. g. Fahrer festgestellt werden, da nach dem Regelwerk zwar an der Zündanlage repariert werden darf, was auch geschah, jedoch konnte dort nur der Unterbrecherabstand nachgesehen werden. – Ein Probestart ist bei Strafe verboten.
Somit hatte ein versagendes Bauteil für damals 3,50 MDN eine folgenschwere Wirkung. Überdies hätte dieses Teil nach Regelwerk jederzeit gewechselt werden können. Nachdem die Ursache ausgemacht war, wurden an allen weiteren MZ-Maschinen im Wettbewerb diese Teile gewechselt und das Problem trat nicht mehr auf.

### Filmische Würdigung
In Steve McQueens Motorradsport-Dokumentation On Any Sunday wird die Teilnahme von Malcolm Smith gezeigt. Daneben sind auch kurzzeitig andere Fahrer zu sehen.